# Марица Перишић
Марица Перишић (Темерин, 25. јануар 2000) српска је џудисткиња.
Освојила је златну медаљу на Европском првенству за јуниоре 2020. у категорији до 57 кг.
Такмичила се на Летњим олимпијским играма 2020. у категорији до 57 кг за жене и елиминисана је у другом колу.
Освојила је златну медаљу у дисциплини 57 кг за жене на Медитеранским играма 2022. одржаним у Орану у Алжиру.